# Visages d'enfants
Pour plus de détails, voir Fiche technique et Distribution.

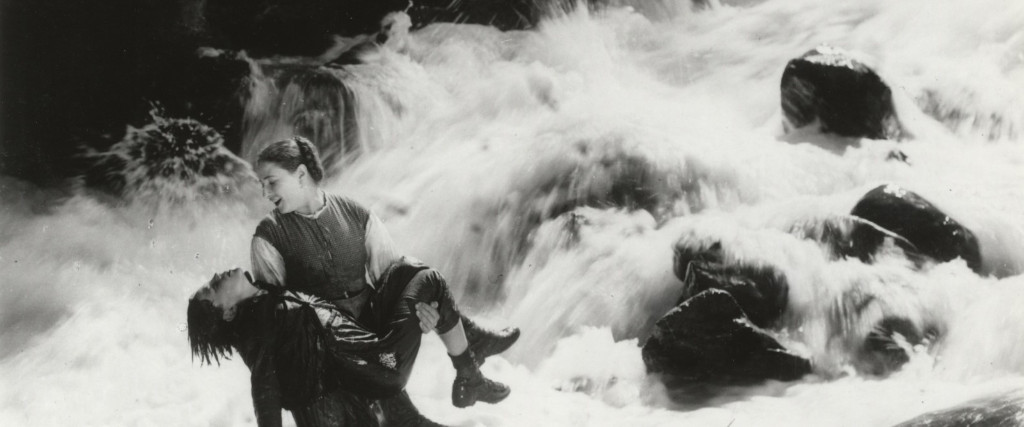
Visages d'enfants, image du film

Visages d'enfants est un film franco-suisse de Jacques Feyder, réalisé en 1923 et sorti en 1925.

## Synopsis
Le film se déroule dans un village de montagne en Valais. Un homme vient de perdre son épouse et reste seul avec ses deux enfants : Jean, qui a à peu près dix ans, et sa sœur Pierrette, âgée de cinq ans. Le père se remarie assez rapidement avec une jeune veuve du village, elle-même mère d'une petite Arlette. Averti tardivement, et toujours sous le choc du décès de sa mère, Jean prend très mal ce mariage. Il refuse l'affection et l'autorité de sa belle-mère et vit une rivalité avec sa nouvelle sœur, Arlette, en qui il voit une intruse.

## Fiche technique
- Titre : Visages d'enfants[2].
- Réalisation : Jacques Feyder, assisté de Françoise Rosay et Charles Barrois
- Scénaristes : Jacques Feyder, Françoise Rosay et Dimitri de Zoubaloff (non crédité)
- Décors : Jacques Feyder
- Photographie : Léonce-Henri Burel, assisté par Paul Parguel
- Régisseur studio : Edouard Lepage
- Montage : Jacques Feyder
- Tournage : du 4 mai au 2 août 1923 (extérieurs) et du 10 août au 6 octobre 1923 (en studio)
- Sociétés de production : Mundus-Film, Société Zoubaloff & Porchet et Société des Grands Films Indépendants
- Production : Dimitri De Zoubaloff & Arthur-Adrien Porchet
- Directeur de Production : Charles Schuepbach
- Film réalisé en : 1923
- Pays de production :  France,  Suisse
- Langue : français
- Format : Muet - Noir et blanc - 1,33:1 - 35 mm
- Restauration : Mark-Paul Meyer, Nederlands film museum, 1999
- Genre : Drame familial
- Durée : 117 minutes
- Date de sortie : janvier 1925

## Distribution
- Jean Forest : Jean Amsler
- Victor Vina : Pierre Amsler, le père
- Rachel Devirys : Jeanne Dutois, la seconde épouse
- Pierrette Houyez : Pierrette Amsler, la petite sœur
- Arlette Peyran : Arlette Dutois, sa fille
- Jeanne Marie-Laurent : La voisine des Amsler
- Henri Duval[3] : le chanoine Tailler, parrain de Jean
- Arthur-Adrien Porchet : le père Porchet, curé de Saint-Luc
- Suzy Vernon : La mère de Jean
- Charles Barrois

## Réception
La sortie du film, réalisé en 1923, est reportée à 1925 en raison d'un désaccord entre Feyder et l'administrateur de la société qui a financé la production. À sa sortie en salle, le film remporte peu de succès auprès du public, dérouté par l'âpreté du sujet. Il est, par contre, bien reçu par les critiques de cinéma qui y voient une œuvre innovante sur les souffrances de l'enfance,. C'est en effet un des premiers longs-métrages à donner un rôle dramatique de premier plan à un enfant.